# Ao Vivo no Pelourinho
Ao Vivo no Pelourinho é um álbum ao vivo da banda Babado Novo, a ser lançado em 20 de janeiro de 2015, pela Universal Music.

## Lista de faixas

### DVD
| N.º | Título                                             | Duração |  |
| 1.  | "Fulano in Sala"                                   |         |  |
| 2.  | "Outdoor"                                          |         |  |
| 3.  | "15 Mil por Mês"                                   |         |  |
| 4.  | "Atrevida"                                         |         |  |
| 5.  | "Pisou na Bola"                                    |         |  |
| 6.  | "Me Chama de Amor"                                 |         |  |
| 7.  | "Roubou Meu Coração"                               |         |  |
| 8.  | "Bola de Sabão"                                    |         |  |
| 9.  | "Te Amo Família" (participação de Carlinhos Brown) |         |  |
| 10. | "Me Beija"                                         |         |  |
| 11. | "Recado de Amor, Paixão"                           |         |  |
| 12. | "Perto do Coração"                                 |         |  |
| 13. | "Arrocha no Chão"                                  |         |  |
| 14. | "Colou, Bateu, Ficou"                              |         |  |
| 15. | "Doce Paixão / Namorar"                            |         |  |
| 16. | "Danadinho do Coração"                             |         |  |
| 17. | "Eu Piro Quando Você Passa"                        |         |  |
| 18. | "Sambaxé" (participação de Xande de Pilares)       |         |  |
| 19. | "Pra Falar a Verdade"                              |         |  |
| 20. | "Você Não Presta"                                  |         |  |
| 21. | "Tchau, Bye Bye"                                   |         |  |
| 22. | "Embala"                                           |         |  |

### CD
| Ao Vivo no Pelourinho – Edição padrão |                                                    |                                              |         |  |
| N.º                                   | Título                                             | Compositor(es)                               | Duração |  |
| 1.                                    | "15 Mil por Mês"                                   | Bruno Caliman                                | 3:16    |  |
| 2.                                    | "Colou, Bateu, Ficou"                              | Bruno Caliman Erick Montteiro                | 2:28    |  |
| 3.                                    | "Arrocha no Chão"                                  | Sérgio Rocha                                 | 3:55    |  |
| 4.                                    | "Sambaxé" (participação de Xande de Pilares)       | Sérgio Rocha Adson Tapajós                   | 3:39    |  |
| 5.                                    | "Atrevida"                                         | Fagner Ferreira Robbson R. Love Totte Varjão | 3:30    |  |
| 6.                                    | "Perto do Coração"                                 | Zeca Brasileiro Sérgio Rocha Adson Tapajós   | 3:14    |  |
| 7.                                    | "Doce Paixão / Namorar"                            | Ramon Cruz Alexandre                         | 3:29    |  |
| 8.                                    | "Te Amo Família" (participação de Carlinhos Brown) | Carlinhos Brown                              | 6:55    |  |
| 9.                                    | "Roubou Meu Coração"                               | Tiago Doidão                                 | 2:55    |  |
| 10.                                   | "Pisou na Bola (Vai Vai)"                          | Zeca Brasileiro Sérgio Rocha Adson Tapajós   | 3:36    |  |
| 11.                                   | "Danadinho do Coração"                             | Zeca Brasileiro Sérgio Rocha                 | 2:35    |  |
| 12.                                   | "Tchau, Bye Bye"                                   | Zeca Brasileiro Sérgio Rocha Adson Tapajós   | 3:21    |  |
| 13.                                   | "Eu Piro Quando Você Passa"                        | Pablo Domínguez                              | 3:34    |  |
| 14.                                   | "Embala"                                           | Zeca Brasileiro Sérgio Rocha Adson Tapajós   | 2:58    |  |

| Ao Vivo no Pelourinho – Edição deluxe da iTunes Store |                          |                                                                      |         |  |
| N.º                                                   | Título                   | Compositor(es)                                                       | Duração |  |
| 15.                                                   | "Recado de Amor, Paixão" | Claudia Leitte Sérgio Rocha Zeca Brasileiro Adson Tapajós Durval Luz | 3:12    |  |
| 16.                                                   | "Pra Falar a Verdade"    |                                                                      | 2:29    |  |
| 17.                                                   | "Você Não Presta"        |                                                                      | 3:23    |  |
| 18.                                                   | "Me Chama de Amor"       | Alexandre Peixe Beto Garrido                                         | 4:09    |  |
| 19.                                                   | "Bola de Sabão"          | Ramon Cruz                                                           | 5:02    |  |

| Ao Vivo no Pelourinho – Edição deluxe do Google Play |                          |                                                                      |         |  |
| N.º                                                  | Título                   | Compositor(es)                                                       | Duração |  |
| 15.                                                  | "Recado de Amor, Paixão" | Claudia Leitte Sérgio Rocha Zeca Brasileiro Adson Tapajós Durval Luz | 3:12    |  |
| 16.                                                  | "Pra Falar a Verdade"    |                                                                      | 2:29    |  |
| 17.                                                  | "Você Não Presta"        |                                                                      | 3:23    |  |
| 18.                                                  | "Fulano in Sala"         | Sérgio Rocha Zeca Brasileiro Adson Tapajós                           | 3:28    |  |
| 19.                                                  | "Outdoor"                |                                                                      | 2:45    |  |

| Ao Vivo no Pelourinho – Edição deluxe do Spotify |                          |         |  |
| N.º                                              | Título                   | Duração |  |
| 15.                                              | "Me Beija"               | 3:17    |  |
| 16.                                              | "Recado de Amor, Paixão" | 3:12    |  |
| 17.                                              | "Pra Falar a Verdade"    | 2:29    |  |
| 18.                                              | "Você Não Presta"        | 3:23    |  |

## Histórico de lançamento
| País   | Data                  | Formato(s)       | Gravadora       |
| ------ | --------------------- | ---------------- | --------------- |
| Brasil | 20 de janeiro de 2015 | download digital | Universal Music |
| Brasil | 21 de janeiro de 2015 | DVD              | Universal Music |
| Brasil | 27 de janeiro de 2015 | CD               | Universal Music |